# Edyta Jungowska

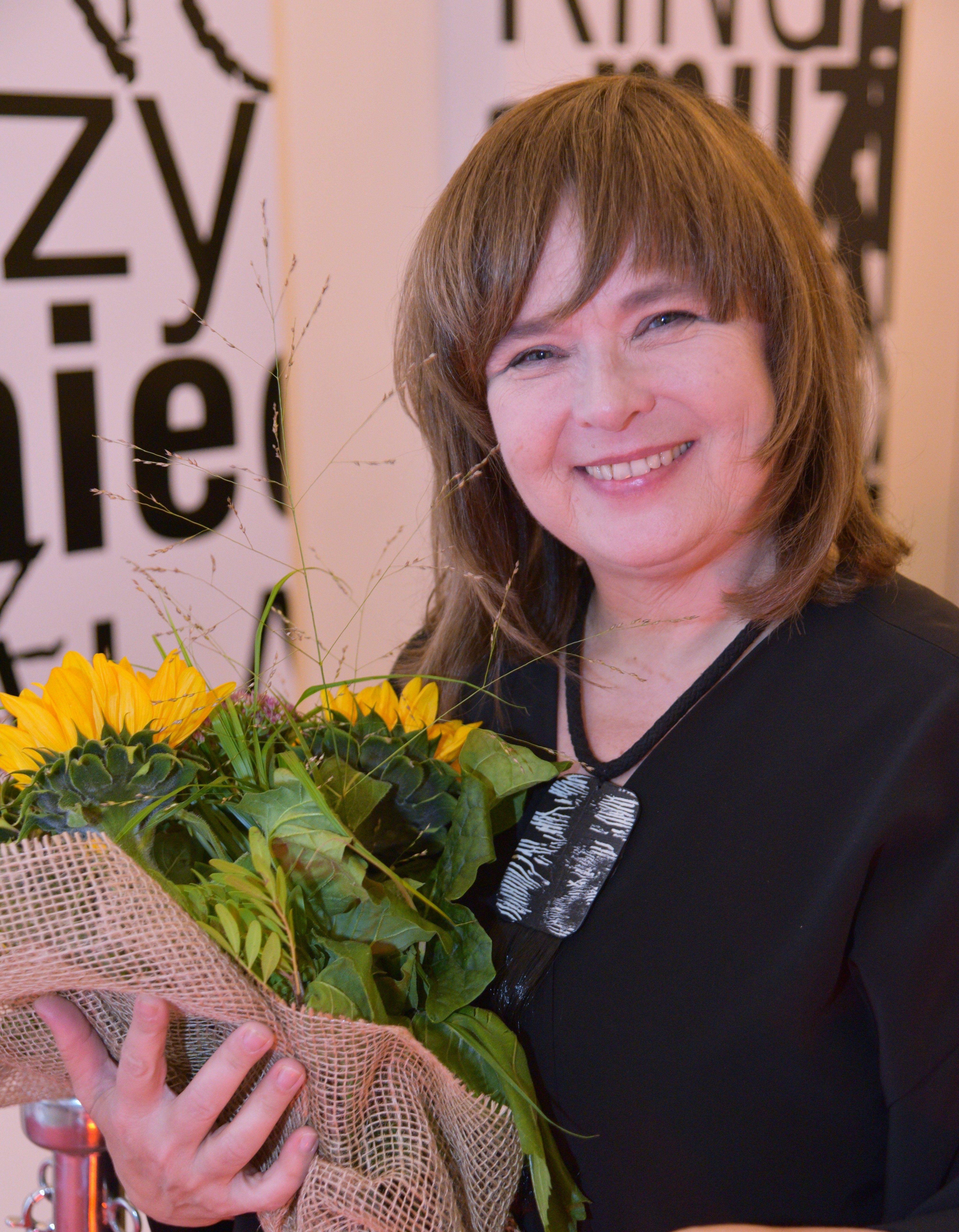
Edyta Jungowska im Jahr 2022

Edyta Jungowska (* 1. Februar 1966 in Warschau, Polen) ist eine polnische Schauspielerin.

## Leben
Edyta Jungowska wurde 1966 in Warschau geboren. Bevor sie die Theaterschule besuchte, nahm sie am Warschauer Ochota-Theater an Kursen des Theaterclubs teil, die von Jan und Halina Machulski geleitet wurden. 1989 erwarb sie ihren Abschluss an der Aleksander-Zelwerowicz-Theaterakademie Warschau. In ihrer ersten Spielzeit am Kwadrat-Theater hatte Jungowska keinen Erfolg und spielte keine Rolle, sodass sie noch im selben Jahr an das Nowy-Theater wechselte und ihr Debüt in Dylan Thomas’ Unter dem Milchwald gab. Am Nowy-Theater war sie äußerst erfolgreich und spielte neun Spielzeiten lang in diesem Haus. Ab 1998 war Jungowska Ensemblemitglied im Studio-Theater, wo sie bis 2012 blieb.
Neben ihrer Theatertätigkeit wirkte Edyta Jungowska auch in Film- und Fernsehproduktionen mit. In der Fernsehtheaterproduktion Amadeus von Maciej Wojtyszko spielte sie 1993 Mozarts Frau Constanze, womit sie sich einen Namen machte. In der Serie Na dobre i na zle spielte sie mehr als ein Jahrzehnt lang in über 250 Folgen Schwester Bożenka. In Filmen übernimmt sie meist kleinere Rollen, wie die Schwester der Köchin in Faustina von Jerzy Łukaszewicz oder das Dienstmädchen des Generals in Zlota dezerterów von Janusz Majewsk. Eine wichtige Rolle hatte sie 2005 in dem Film Jestem von Dorota Kędzierzawska, in dem sie eine egoistische Mutter spielt, die sich nicht um ihren elfjährigen Sohn kümmert. Für diese Rolle wurde Edyta Jungowska beim Polnischen Filmpreis als Beste Nebendarstellerin nominiert.

## Filmografie (Auswahl)
- 1984: Szaleństwa panny Ewy
- 2000–2012: Na dobre i na zle
- 1999: Badziewiakowie
- 2004: Cudownie ocalony
- 2005: Jestem
- 2007: Ja wam pokażę!
- 2013: Klan
- 2019: Ojciec Mateusz